# Oslagbara!
Oslagbara! är en sång skriven av Niklas Strömstedt. Den finns med på hans album Halvvägs till framtiden från 1992, men utgavs också som singel 1993. Oslagbara! var den fjärde singeln från albumet.
Singeln gavs ut på CD och vinyl, den senare som en promotionsutgåva. Som B-sida fanns en alternativ version av titelspåret. Remixen producerades av Per Adebratt och Tommy Ekman.
Oslagbara! tog sig inte in på Svenska singellistan, men däremot på Svensktoppen. Den låg 16 veckor på Svensktoppen 1993 mellan den 3 juli och 22 oktober, med en andraplats som bästa placering.

## Låtlista

### CD
1. "Oslagbara" (remixversionen) – 3:46
2. "Oslagbara" (12"-versionen) – 5:16

### 12"
Sida A
1. "Oslagbara!" (12"-versionen)

Sida B
1. "Oslagbara!" (12"-versionen)

## Listplaceringar
| Lista (1993) | Topplacering |
| ------------ | ------------ |
| Sverige      | 2            |